# Cerkiew Trójcy Świętej w Moskwie (Chochłowskij pierieułok)
Cerkiew Trójcy Świętej – prawosławna cerkiew w Moskwie, należąca do dekanatu Objawienia Pańskiego eparchii moskiewskiej miejskiej Rosyjskiego Kościoła Prawosławnego.

## Historia
Pierwsze wzmianki o świątyni Trójcy Świętej na tym miejscu pochodzi z I poł. XVII w., była już czynna w 1610. Cerkiew murowana na miejscu pierwotnego obiektu sakralnego została wzniesiona przed 1657. Kilkanaście lat po powstaniu, w latach 70. tego samego stulecia, budowla została przebudowana. W 1681 budowla posiadała, oprócz ołtarza głównego Trójcy Świętej, ołtarze boczne św. Sergiusza z Radoneża oraz Zesłania Ducha Świętego. W tym samym stuleciu obiekt został przebudowany raz jeszcze, z fundacji jednej z córek Awraama Łopuchina i z błogosławieństwa patriarchy moskiewskiego i całej Rusi Adriana. Prawdopodobnie inwestycję współfinansował Jemieljan Ukraincew, diak Posolskiego prikazu, którego pałac znajdował się w pobliżu cerkwi Trójcy Świętej. Po przebudowie cerkiew przybrała styl baroku moskiewskiego. Nie wiadomo, kiedy ukończono prace, ani kto wyświęcił gotowy obiekt. W 1737 w opisie szkód powstałych po pożarze Moskwy wskazano, że cerkiew została zupełnie zniszczona, tracąc całe wyposażenie, oprócz stołów ołtarzowych. Dwadzieścia lat później w odnowionej świątyni wyświęcono ołtarz boczny św. Dymitra z Rostowa (w przedsionku istniał wcześniej także ołtarz Włodzimierskiej Ikony Matki Bożej). Prawdopodobnie razem z nim wzniesiono dwukondygnacyjną dzwonnicę. W 1761 w kolejnym pożarze miasta cerkiew ponownie została uszkodzona. W opisie wyposażenia świątyni z 1782 wskazano, że na wyposażeniu obiektu były cztery komplety naczyń liturgicznych, srebrne kadzidło, krzyże ołtarzowe, pewna liczba ksiąg teologicznych z XVII i XVIII w. oraz ikony: Trójcy Świętej, św. Jana Chrzciciela, św. Mikołaja, św. Sergiusza z Radoneża, kopie Tichwińskiej, Fiodorowskiej Ikona Matki Bożej oraz ikon Matki Bożej „Znak” i „Wszystkich Strapionych Radość”. W wojnie r. 1812 cerkiew Trójcy Świętej poniosła pewne straty, zachowała jednak komplet wyposażenia (nie został uszkodzony ikonostas, pozostały ikony). W latach 20. XIX w. obiekt został odremontowany. W 1863 miejscowa parafia liczyła 363 osoby. W latach 1888–1889 cerkiew została odremontowana, ponieważ na jej ścianach w 1887 pojawiły się pęknięcia, a stan pomieszczenia ołtarzowego uznano za bardzo zły.
Podobnie jak wiele innych cerkwi parafialnych w Moskwie, również cerkiew Trójcy Świętej straciła cenne wyposażenie podczas akcji konfiskaty kosztowności cerkiewnych w 1922. Cerkiew pozostawała czynna do 1935, gdy władze zdecydowały o jej zamknięciu i przekazaniu Państwowemu Muzeum Antropologii z przeznaczeniem na laboratorium i magazyn. Protesty parafian nie zostały uwzględnione.
W kolejnych latach świątynia była użytkowana przez różne instytucje (jedną z nich był Instytut Geofizyki. W latach 70. XX wieku, gdy posiadała już status zabytku, została odrestaurowana z zewnątrz. Zniszczeniu uległo natomiast wyposażenie obiektu, w tym barokowy ikonostas. Rosyjski Kościół Prawosławny odzyskał budynek w 1992, zaś jego wielkiego poświęcenia dokonał w 2010 patriarcha moskiewski i całej Rusi Cyryl.
Obiekt wzniesiony jest z cegły i bogato zdobiony z zewnątrz rzeźbą w białym kamieniu. Nawa świątyni wzniesiona jest na planie prostokąta, na którym znajduje się ośmioboczny bęben zwieńczony latarnią z cebulastą kopułką. Prawdopodobnie pierwotnie budowla łączyła się drewnianym przejściem z rezydencją Ukraincewa, umożliwiając mu bezpośredni dostęp do obiektu. Przejście to istniało także później, gdy pałac Ukraincewa zakupili Gołowkinowie. W obszernym cerkiewnym przedsionku znajduje się od północy boczny ołtarz Włodzimierskiej Ikony Matki Bożej, nad którym usytuowana jest niewielka kopułka.